# Jim Acosta

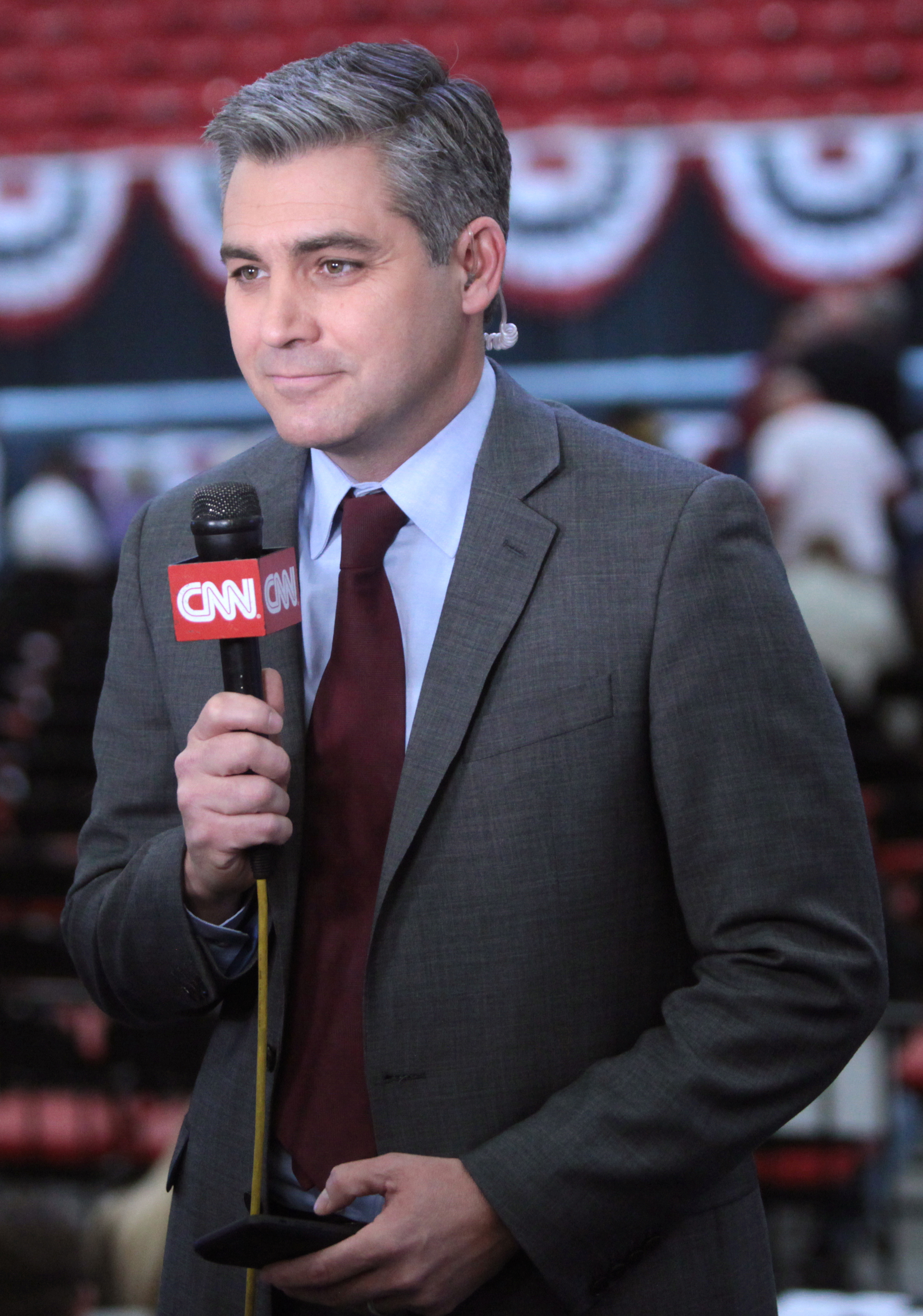

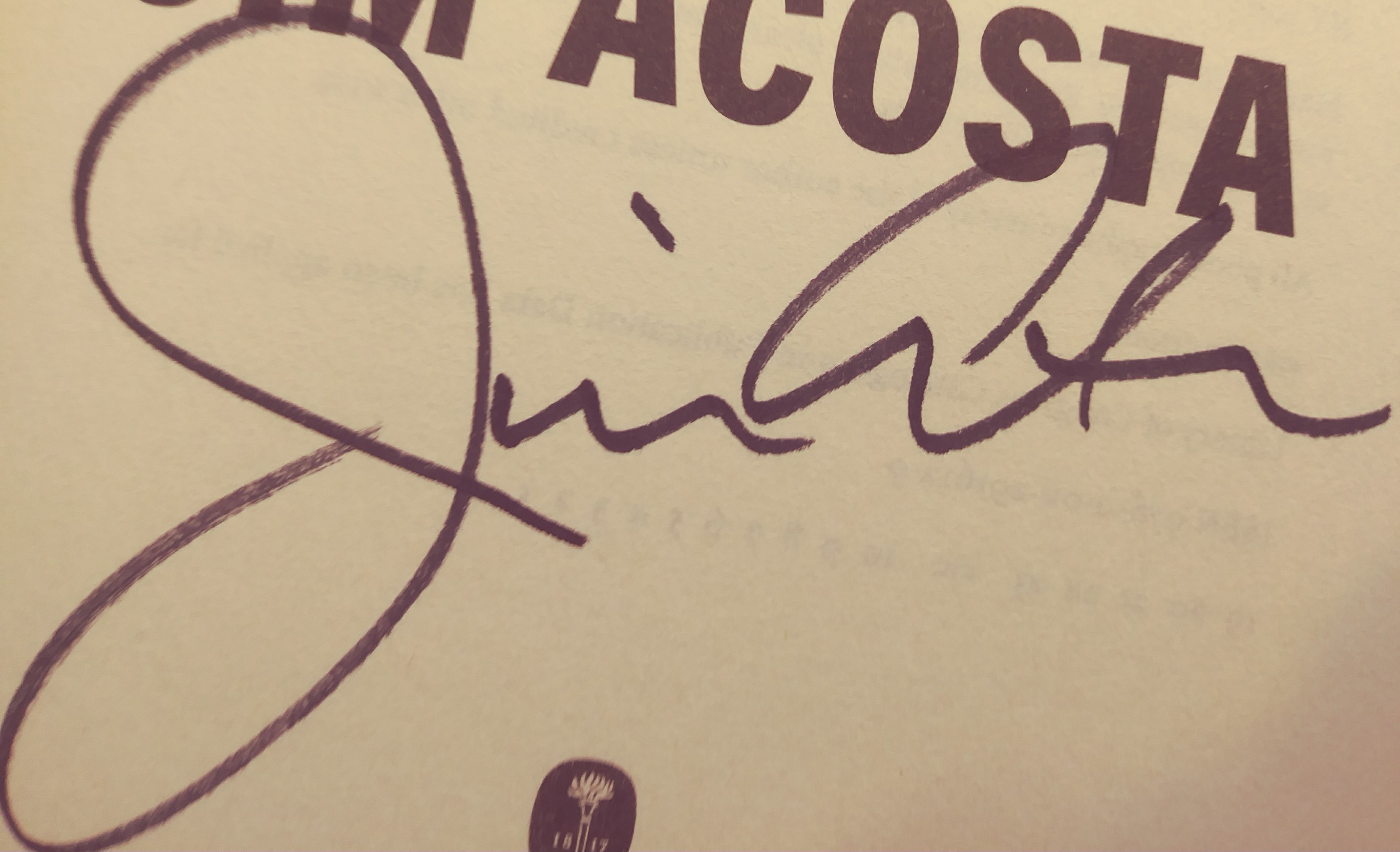

Abilio James (Jim) Acosta (17 april 1971) is een Amerikaans journalist. Hij is hoofdcorrespondent Witte Huis voor CNN. Eerder was Acosta actief als correspondent binnenlands beleid.

## Afkomst en opleiding
Op elfjarige leeftijd arriveerde Acosta's vader als vluchteling uit Cuba, drie weken voorafgaand aan het Cubaanse Varkensbaai-incident. Hij werd opgevoed in Virginia. Zijn moeder is van Iers-Tsjechische afkomst.
Acosta haalde in 1989 zijn diploma aan de Annandale High School in Annandale. In 1993 behaalde hij een bachelorgraad in massacommunicatie met een minor politieke wetenschappen aan de James Madison University. Tijdens zijn schooltijd deed Acosta vrijwilligerswerk voor WXJM, een door studenten gerund radiostation. Ook werkte hij als verslaggever van een lokaal radiostation.

## Mediacarrière
Acosta begon zijn professionele carrière bij een radiostation in Washington, D.C. In 1994 maakte hij de overstap naar de televisiezender WTTG-TV als desk assistent. In 1995 bereikte Acosta een positie voor de camera, toen hij verslaggever en plaatsvervangend anchor werd tot 1998 bij WBIR-TV in Knoxville (Tennessee).
Van 1998 tot 2000 werkte Acosta als verslaggever voor KTVT-TV in Dallas. Van 2000 tot 2001 was hij verslaggever voor WBBM-TV in Chicago. Van 2001 tot 2003 werkte hij als correspondent voor CBS News' "Newspath service", gevestigd in Dallas en in Chicago. 
Van februari 2003 tot maart 2007 was hij correspondent voor CBS News en was hij eerst gevestigd in New York en later in Atlanta. Op CBS News deed Acosta in 2004 verslag van de campagne van de Democratische presidentskandidaat John Kerry, vanuit Bagdad over de Irakoorlog en over orkaan Katrina.

### CNN
In april 2007 trad Acosta in dienst van CNN. In het volgende jaar deed hij verslag van de presidentiële campagnes van de Democratische kandidaten Barack Obama en Hillary Clinton, regelmatig optredend als nieuwslezer van CNN's politieke weekendprogramma "Ballot Bowl". Later droeg hij als correspondent bij aan het programma "American Morning", alsmede aan de verslaglegging van de tussentijdse verkiezingen voor het Amerikaans Congres in 2010.
In februari 2012 promoveerde CNN Acosta tot nationaal politiek correspondent. In deze rol was hij de leidende correspondent bij het verslaan van de presidentiële campagne van de Republikeinse kandidaat Mitt Romney. Hij was toen senior Witte Huis-correspondent voor CNN. In maart 2016 reisde Acosta naar Cuba om president Obama's trip naar het eiland te verslaan. Tijdens een nieuwsconferentie in Havana met zowel president Obama en de Cubaanse president Raul Castro sprak Acosta de Cubaanse leider aan op de mensenrechtensituatie in het land.
Op 9 januari 2018 werd Acosta bevorderd tot hoofdcorrespondent Witte Huis voor CNN.

### Relatie met Donald Trump
Tijdens een landelijke televisie-uitzending in mei 2016 noemde de Republikeinse presidentskandidaat Donald Trump Acosta "een ware schoonheid" wegens zijn verslaglegging. Acosta, die Trump bevroeg over zijn vermogen om met kritische journalistiek om te gaan, werd door hem geïnterrumpeerd. Trump zei "Sorry, sorry, ik zag u op tv. U bent een ware schoonheid".
Tijdens de eerste persconferentie van president-elect Trump op 11 januari 2017 probeerde Acosta vragen te stellen over diens verhouding met Rusland. In plaats van te antwoorden wendde Trump zich tot andere verslaggevers, nadat hij Acosta en CNN had neergezet als "fake news". Op 2 augustus 2017 raakte Acosta tijdens een persconferentie in het Witte Huis in een verhit debat verwikkeld met senior beleidsadviseur Stephen Miller over de steun van het kabinet-Trump aan de RAISE Act, een Republikeins wetsontwerp dat de legale immigratie in de Verenigde Staten beoogt te verminderen.
Op 2 augustus 2018, kort nadat CNN-collega Kaitlan Collins werd geweerd van de officiële persconferentie van het Witte Huis en de uitspraak van president Trump dat "de FAKE NEWS media (...) de vijand van het volk zijn", vroeg Acosta perswoordvoerster Sarah Huckabee Sanders of zij zich distantieerde van de verklaring van de president. Sanders steunde de verklaring niet, maar wees die ook niet af en vervolgde met beweringen over hoe de media haar zelf behandelen. Acosta werd geprezen van progressieve zijde, maar kreeg van conservatieve zijde veel kritiek te verduren. Ook internationale organisaties, zoal de Verenigde Naties en de Inter-Amerikaanse Commissie voor Mensenrechten (IACHR) bekritiseerden de aanvallen van de president op de vrije pers.

### Intrekking toegang Witte Huis
Op 7 november 2018 raakte Acosta in een woordenstrijd met president Trump verwikkeld tijdens de persconferentie in het Witte Huis, onmiddellijk na de tussentijdse verkiezing op 6 november 2018. Trump noemde Acosta een "vreselijk persoon". Volgens perswoordvoerder Sarah Sanders was Acosta "handtastelijk tegenover een jonge vrouw, die probeerde haar werk te doen als stagiair van het Witte Huis".
Een video van het incident liet zien dat Acosta met een arm de microfoon afschermde om te voorkomen dat deze hem werd afgenomen door de stagiaire, terwijl hij "pardon, mevrouw" zei, nadat hij een licht contact met haar maakte. Aansluitend werden Acosta's perskaart en accreditering voor toegang tot het Witte Huis tot nader order geschorst, hetgeen nationaal en internationaal op kritiek stuitte. In een publieke verklaring noemde CNN Acosta's schorsing "een wraakneming voor zijn uitdagende vragen".
Woordvoerder Sanders werd beschuldigd van het verkopen van leugens en het verkondigen van valse beschuldigingen en het ophangen van een verhaal over een incident dat nooit heeft plaatsgevonden. Aansluitend verspreidde zij een video van Acosta's "handgemeen" met de stagiaire, die door The Washington Post werd vergeleken met een gelijksoortige video van Info Wars, die naast de originele opname een uitvergroot fragment laat zien, waarmee de krant de verdenking van manipulatie door het Witte Huis tot uitdrukking bracht.
CNN liet het er niet bij zitten en daagde op 13 november 2018 president Trump en enkele prominente Witte Huis-medewerkers voor het gerecht wegens het schenden van het grondrecht van vrije nieuwsgaring en meningsuiting (First Amendment) van Acosta en CNN en van de procesgang (Fifth Amendment).
Op 16 november deed de bevoegde rechter een voorlopige uitspraak, die inhield dat Acosta zijn perskaart weer moest worden teruggegeven en daarmee weer toegang tot de persconferentie van het Witte Huis diende te worden verleend. Het Witte Huis gaf te kennen zich te voegen naar de voorlopige uitspraak, en zich te zullen beraden op herziening van de spelregels voor haar persconferenties. Een dag later maakte het Witte Huis bekend dat Acosta zijn perskaart terugkreeg, waarmee zijn accreditatie weer van kracht werd. De CNN-organisatie verklaarde genoegen te nemen, en van verdere gerechtelijke stappen af te zien.